# Боло (бэйлэ)
Айсиньгиоро Боло (愛新覺羅 博洛; 1613 — 23 апреля 1652) — маньчжурский принц из династии Цин, официально известный как принц Дуаньчжун.

## Биография
Он родился в 1613 году в клане Айсин Гёро, императорском клане династии Цин. Третий сын бэйлэ Абатая (1589—1646), внук Нурхаци (1559—1626), основателя династии Цин. Его матерью была княжна из чжурчжэньского клана Нара, первая жена Абатая.
В 1636 году Боло был удостоен титула бэйцзы (князя четвертого ранга) и принимал участие в походах против монголов, китайцев и корейцев.
В 1644 году Боло участвовал в военной кампании маньчжурской армии под командованием своего дяди и регента Доргоня в Северном Китае и сопровождал его во время вступления в Пекин. Он сопровождал другого дядю Додо во время преследования повстанческой армии Ли Цзычэна и за свои достижения был повышен до статуса бэйлэ (принца третьего ранга). В 1645 году он последовал Додо в военной экспедиции на Нанкин, где ему дали командовать часть маньчжурской армии для покорения близлежащих китайских городов. Ему удалось взять Чанчжоу, Сучжоу и Ханчжоу, но он вернулся в Пекин в конце того же года. В 1646 году его снова отправили в Чжэцзян, на этот раз в качестве главнокомандующего цинскими войсками с титулом «Великий полководец, умиротворяющий юг» (平南大將軍). Его целью было завоевать провинции Чжэцзян и Фуцзянь, и он совершил это в 1646 году. Из Фуцзяня он отправил отряд на юг, который в начале 1647 года взял город Гуанчжоу, отбив его у сторонником династии Южная Мин.
По его триумфальному возвращению в Пекин Боло был произведен в цзюньваны (принц второго ранга) и получил титул «принц Дуаньчжун второго ранга». В 1648 году ему и его дяде Аджигэ было поручено выяснить ситуацию в Монголии, однако одновременно вспыхнуло восстание в Датуне (провинция Шаньси), и оба осадили город, чтобы подавить восстание. Когда цинский регент Доргонь лично провел осаду Датуна в 1649 году, он повысил Боло до статуса цинвана (принца первого ранга) и назначил его командующим экспедицией по подавлению очередного восстания в провинции Шаньси. После того, как в конце 1649 года восставшие были подавлены, принц Боло вернулся в Пекин. В следующем году ему был доверен надзор за шестью советами центрального правительства, но вскоре он был понижен в должности до статуса циньвана за то, что не сообщил о главе совета, который не подчинился приказам. В начале 1651 года он был восстановлен в должности циньвана. Ему и принцам Никану и Мандахаю доверял регент Доргонь, и они остались у власти после смерти последнего. Однако вскоре Боло присоединился к маньчжурским князьям, выступавшим против Доргона. Позже он снова был понижен в своём статусе, на этот раз за то, что он не сообщил, что у Аджигэ, находившегося в тюрьме, было оружие. В конце концов ему было возвращено звание циньвана.
После смерти своего дяди и регента Доргона в 1650 году Боло женился на одной из своих супруг, корейской принцессе И Э Сук. После его смерти в 1652 году он получил посмертное имя Дин (定), и его титул был передан одному из его сыновей. Но когда стало известно, что Боло при жизни присвоил себе имущество, принадлежавшее Доргону, он был посмертно лишен всех почестей, а его потомки также были лишены своих чинов в 1659 году.
Небольшая работа, написанная в 1673 году, под названием Guoxu Zhi (過墟志) рассказывает историю маньчжурского принца, который участвовал в завоевании Южного Китая и женился на китайской вдове по фамилии Лю (劉). В этой работе не раскрывается имя рассматриваемого принца, но, согласно внутренним свидетельствам, некоторые историки считают, что Боло — это принц, описанный в работе.